# Rivals
Rivals is het derde studioalbum van de Nederlandse rockband Kensington uit 2014. Het album verscheen op 8 augustus 2014. De week erna bereikte het de eerste plaats van de Nederlandse Album Top 100. Als voorloper op het album verscheen in april 2014 de single Streets en in juli 2014 de single All for nothing. Op 2 maart 2015 kwam het bericht dat er 40.000 exemplaren van verkocht zijn (platina). 

## Tracklist
| 1.                 | Streets              | 3:07 |
| 2.                 | All for Nothing      | 4:50 |
| 3.                 | Done with It         | 3:22 |
| 4.                 | System               | 3:25 |
| 5.                 | Riddles              | 3:28 |
| 6.                 | War                  | 2:56 |
| 7.                 | Don't Walk Away      | 3:31 |
| 8.                 | Little Light         | 5:07 |
| 9.                 | Words You Don't Know | 3:50 |
| 10.                | Rivals               | 5:00 |
| Totale duur: 38:36 |                      |      |

## Hitnoteringen

### NederlandseAlbum Top 100
| Hitnotering: (Week 1 t/m 217) 16-08-2014 t/m 06-10-2018 Hitnotering: (Week 218) 10-11-2018 Hitnotering: (Week 219 t/m 220) 01-12-2018 t/m 08-12-2018 Hitnotering: (Week 221 t/m 225) 29-12-2018 t/m 26-01-2019 Hitnotering: (Week 226 t/m 229) 16-02-2019 t/m 09-03-2019 Hitnotering: (Week 230) 30-03-2019 Hitnotering: (Week 231) 13-04-2019 Hitnotering: (Week 232) 27-04-2019 | Hitnotering: (Week 1 t/m 217) 16-08-2014 t/m 06-10-2018 Hitnotering: (Week 218) 10-11-2018 Hitnotering: (Week 219 t/m 220) 01-12-2018 t/m 08-12-2018 Hitnotering: (Week 221 t/m 225) 29-12-2018 t/m 26-01-2019 Hitnotering: (Week 226 t/m 229) 16-02-2019 t/m 09-03-2019 Hitnotering: (Week 230) 30-03-2019 Hitnotering: (Week 231) 13-04-2019 Hitnotering: (Week 232) 27-04-2019 | Hitnotering: (Week 1 t/m 217) 16-08-2014 t/m 06-10-2018 Hitnotering: (Week 218) 10-11-2018 Hitnotering: (Week 219 t/m 220) 01-12-2018 t/m 08-12-2018 Hitnotering: (Week 221 t/m 225) 29-12-2018 t/m 26-01-2019 Hitnotering: (Week 226 t/m 229) 16-02-2019 t/m 09-03-2019 Hitnotering: (Week 230) 30-03-2019 Hitnotering: (Week 231) 13-04-2019 Hitnotering: (Week 232) 27-04-2019 | Hitnotering: (Week 1 t/m 217) 16-08-2014 t/m 06-10-2018 Hitnotering: (Week 218) 10-11-2018 Hitnotering: (Week 219 t/m 220) 01-12-2018 t/m 08-12-2018 Hitnotering: (Week 221 t/m 225) 29-12-2018 t/m 26-01-2019 Hitnotering: (Week 226 t/m 229) 16-02-2019 t/m 09-03-2019 Hitnotering: (Week 230) 30-03-2019 Hitnotering: (Week 231) 13-04-2019 Hitnotering: (Week 232) 27-04-2019 | Hitnotering: (Week 1 t/m 217) 16-08-2014 t/m 06-10-2018 Hitnotering: (Week 218) 10-11-2018 Hitnotering: (Week 219 t/m 220) 01-12-2018 t/m 08-12-2018 Hitnotering: (Week 221 t/m 225) 29-12-2018 t/m 26-01-2019 Hitnotering: (Week 226 t/m 229) 16-02-2019 t/m 09-03-2019 Hitnotering: (Week 230) 30-03-2019 Hitnotering: (Week 231) 13-04-2019 Hitnotering: (Week 232) 27-04-2019 | Hitnotering: (Week 1 t/m 217) 16-08-2014 t/m 06-10-2018 Hitnotering: (Week 218) 10-11-2018 Hitnotering: (Week 219 t/m 220) 01-12-2018 t/m 08-12-2018 Hitnotering: (Week 221 t/m 225) 29-12-2018 t/m 26-01-2019 Hitnotering: (Week 226 t/m 229) 16-02-2019 t/m 09-03-2019 Hitnotering: (Week 230) 30-03-2019 Hitnotering: (Week 231) 13-04-2019 Hitnotering: (Week 232) 27-04-2019 | Hitnotering: (Week 1 t/m 217) 16-08-2014 t/m 06-10-2018 Hitnotering: (Week 218) 10-11-2018 Hitnotering: (Week 219 t/m 220) 01-12-2018 t/m 08-12-2018 Hitnotering: (Week 221 t/m 225) 29-12-2018 t/m 26-01-2019 Hitnotering: (Week 226 t/m 229) 16-02-2019 t/m 09-03-2019 Hitnotering: (Week 230) 30-03-2019 Hitnotering: (Week 231) 13-04-2019 Hitnotering: (Week 232) 27-04-2019 | Hitnotering: (Week 1 t/m 217) 16-08-2014 t/m 06-10-2018 Hitnotering: (Week 218) 10-11-2018 Hitnotering: (Week 219 t/m 220) 01-12-2018 t/m 08-12-2018 Hitnotering: (Week 221 t/m 225) 29-12-2018 t/m 26-01-2019 Hitnotering: (Week 226 t/m 229) 16-02-2019 t/m 09-03-2019 Hitnotering: (Week 230) 30-03-2019 Hitnotering: (Week 231) 13-04-2019 Hitnotering: (Week 232) 27-04-2019 | Hitnotering: (Week 1 t/m 217) 16-08-2014 t/m 06-10-2018 Hitnotering: (Week 218) 10-11-2018 Hitnotering: (Week 219 t/m 220) 01-12-2018 t/m 08-12-2018 Hitnotering: (Week 221 t/m 225) 29-12-2018 t/m 26-01-2019 Hitnotering: (Week 226 t/m 229) 16-02-2019 t/m 09-03-2019 Hitnotering: (Week 230) 30-03-2019 Hitnotering: (Week 231) 13-04-2019 Hitnotering: (Week 232) 27-04-2019 | Hitnotering: (Week 1 t/m 217) 16-08-2014 t/m 06-10-2018 Hitnotering: (Week 218) 10-11-2018 Hitnotering: (Week 219 t/m 220) 01-12-2018 t/m 08-12-2018 Hitnotering: (Week 221 t/m 225) 29-12-2018 t/m 26-01-2019 Hitnotering: (Week 226 t/m 229) 16-02-2019 t/m 09-03-2019 Hitnotering: (Week 230) 30-03-2019 Hitnotering: (Week 231) 13-04-2019 Hitnotering: (Week 232) 27-04-2019 | Hitnotering: (Week 1 t/m 217) 16-08-2014 t/m 06-10-2018 Hitnotering: (Week 218) 10-11-2018 Hitnotering: (Week 219 t/m 220) 01-12-2018 t/m 08-12-2018 Hitnotering: (Week 221 t/m 225) 29-12-2018 t/m 26-01-2019 Hitnotering: (Week 226 t/m 229) 16-02-2019 t/m 09-03-2019 Hitnotering: (Week 230) 30-03-2019 Hitnotering: (Week 231) 13-04-2019 Hitnotering: (Week 232) 27-04-2019 | Hitnotering: (Week 1 t/m 217) 16-08-2014 t/m 06-10-2018 Hitnotering: (Week 218) 10-11-2018 Hitnotering: (Week 219 t/m 220) 01-12-2018 t/m 08-12-2018 Hitnotering: (Week 221 t/m 225) 29-12-2018 t/m 26-01-2019 Hitnotering: (Week 226 t/m 229) 16-02-2019 t/m 09-03-2019 Hitnotering: (Week 230) 30-03-2019 Hitnotering: (Week 231) 13-04-2019 Hitnotering: (Week 232) 27-04-2019 | Hitnotering: (Week 1 t/m 217) 16-08-2014 t/m 06-10-2018 Hitnotering: (Week 218) 10-11-2018 Hitnotering: (Week 219 t/m 220) 01-12-2018 t/m 08-12-2018 Hitnotering: (Week 221 t/m 225) 29-12-2018 t/m 26-01-2019 Hitnotering: (Week 226 t/m 229) 16-02-2019 t/m 09-03-2019 Hitnotering: (Week 230) 30-03-2019 Hitnotering: (Week 231) 13-04-2019 Hitnotering: (Week 232) 27-04-2019 | Hitnotering: (Week 1 t/m 217) 16-08-2014 t/m 06-10-2018 Hitnotering: (Week 218) 10-11-2018 Hitnotering: (Week 219 t/m 220) 01-12-2018 t/m 08-12-2018 Hitnotering: (Week 221 t/m 225) 29-12-2018 t/m 26-01-2019 Hitnotering: (Week 226 t/m 229) 16-02-2019 t/m 09-03-2019 Hitnotering: (Week 230) 30-03-2019 Hitnotering: (Week 231) 13-04-2019 Hitnotering: (Week 232) 27-04-2019 | Hitnotering: (Week 1 t/m 217) 16-08-2014 t/m 06-10-2018 Hitnotering: (Week 218) 10-11-2018 Hitnotering: (Week 219 t/m 220) 01-12-2018 t/m 08-12-2018 Hitnotering: (Week 221 t/m 225) 29-12-2018 t/m 26-01-2019 Hitnotering: (Week 226 t/m 229) 16-02-2019 t/m 09-03-2019 Hitnotering: (Week 230) 30-03-2019 Hitnotering: (Week 231) 13-04-2019 Hitnotering: (Week 232) 27-04-2019 | Hitnotering: (Week 1 t/m 217) 16-08-2014 t/m 06-10-2018 Hitnotering: (Week 218) 10-11-2018 Hitnotering: (Week 219 t/m 220) 01-12-2018 t/m 08-12-2018 Hitnotering: (Week 221 t/m 225) 29-12-2018 t/m 26-01-2019 Hitnotering: (Week 226 t/m 229) 16-02-2019 t/m 09-03-2019 Hitnotering: (Week 230) 30-03-2019 Hitnotering: (Week 231) 13-04-2019 Hitnotering: (Week 232) 27-04-2019 | Hitnotering: (Week 1 t/m 217) 16-08-2014 t/m 06-10-2018 Hitnotering: (Week 218) 10-11-2018 Hitnotering: (Week 219 t/m 220) 01-12-2018 t/m 08-12-2018 Hitnotering: (Week 221 t/m 225) 29-12-2018 t/m 26-01-2019 Hitnotering: (Week 226 t/m 229) 16-02-2019 t/m 09-03-2019 Hitnotering: (Week 230) 30-03-2019 Hitnotering: (Week 231) 13-04-2019 Hitnotering: (Week 232) 27-04-2019 | Hitnotering: (Week 1 t/m 217) 16-08-2014 t/m 06-10-2018 Hitnotering: (Week 218) 10-11-2018 Hitnotering: (Week 219 t/m 220) 01-12-2018 t/m 08-12-2018 Hitnotering: (Week 221 t/m 225) 29-12-2018 t/m 26-01-2019 Hitnotering: (Week 226 t/m 229) 16-02-2019 t/m 09-03-2019 Hitnotering: (Week 230) 30-03-2019 Hitnotering: (Week 231) 13-04-2019 Hitnotering: (Week 232) 27-04-2019 | Hitnotering: (Week 1 t/m 217) 16-08-2014 t/m 06-10-2018 Hitnotering: (Week 218) 10-11-2018 Hitnotering: (Week 219 t/m 220) 01-12-2018 t/m 08-12-2018 Hitnotering: (Week 221 t/m 225) 29-12-2018 t/m 26-01-2019 Hitnotering: (Week 226 t/m 229) 16-02-2019 t/m 09-03-2019 Hitnotering: (Week 230) 30-03-2019 Hitnotering: (Week 231) 13-04-2019 Hitnotering: (Week 232) 27-04-2019 | Hitnotering: (Week 1 t/m 217) 16-08-2014 t/m 06-10-2018 Hitnotering: (Week 218) 10-11-2018 Hitnotering: (Week 219 t/m 220) 01-12-2018 t/m 08-12-2018 Hitnotering: (Week 221 t/m 225) 29-12-2018 t/m 26-01-2019 Hitnotering: (Week 226 t/m 229) 16-02-2019 t/m 09-03-2019 Hitnotering: (Week 230) 30-03-2019 Hitnotering: (Week 231) 13-04-2019 Hitnotering: (Week 232) 27-04-2019 | Hitnotering: (Week 1 t/m 217) 16-08-2014 t/m 06-10-2018 Hitnotering: (Week 218) 10-11-2018 Hitnotering: (Week 219 t/m 220) 01-12-2018 t/m 08-12-2018 Hitnotering: (Week 221 t/m 225) 29-12-2018 t/m 26-01-2019 Hitnotering: (Week 226 t/m 229) 16-02-2019 t/m 09-03-2019 Hitnotering: (Week 230) 30-03-2019 Hitnotering: (Week 231) 13-04-2019 Hitnotering: (Week 232) 27-04-2019 |
| Week: | 1 | 2 | 3 | 4 | 5 | 6 | 7 | 8 | 9 | 10 | 11 | 12 | 13 | 14 | 15 | 16 | 17 | 18 | 19 | 20 |
| --- | --- | --- | --- | --- | --- | --- | --- | --- | --- | --- | --- | --- | --- | --- | --- | --- | --- | --- | --- | --- |
| Positie: | 1 | 1 | 5 | 6 | 4 | 7 | 9 | 10 | 10 | 15 | 18 | 17 | 20 | 22 | 26 | 27 | 12 | 12 | 13 | 10 |
| Week: | 21 | 22 | 23 | 24 | 25 | 26 | 27 | 28 | 29 | 30 | 31 | 32 | 33 | 34 | 35 | 36 | 37 | 38 | 39 | 40 |
| Positie: | 11 | 8 | 4 | 1 | 2 | 9 | 8 | 9 | 9 | 10 | 11 | 13 | 12 | 16 | 14 | 9 | 14 | 10 | 9 | 11 |
| Week: | 41 | 42 | 43 | 44 | 45 | 46 | 47 | 48 | 49 | 50 | 51 | 52 | 53 | 54 | 55 | 56 | 57 | 58 | 59 | 60 |
| Positie: | 9 | 6 | 7 | 6 | 2 | 4 | 4 | 5 | 4 | 3 | 4 | 4 | 3 | 2 | 3 | 8 | 7 | 9 | 15 | 18 |
| Week: | 61 | 62 | 63 | 64 | 65 | 66 | 67 | 68 | 69 | 70 | 71 | 72 | 73 | 74 | 75 | 76 | 77 | 78 | 79 | 80 |
| Positie: | 18 | 9 | 15 | 8 | 11 | 18 | 20 | 11 | 7 | 10 | 7 | 9 | 7 | 6 | 9 | 11 | 11 | 10 | 12 | 11 |
| Week: | 81 | 82 | 83 | 84 | 85 | 86 | 87 | 88 | 89 | 90 | 91 | 92 | 93 | 94 | 95 | 96 | 97 | 98 | 99 | 100 |
| Positie: | 10 | 14 | 15 | 19 | 20 | 15 | 21 | 18 | 18 | 14 | 15 | 17 | 21 | 23 | 24 | 20 | 30 | 30 | 22 | 18 |
| Week: | 101 | 102 | 103 | 104 | 105 | 106 | 107 | 108 | 109 | 110 | 111 | 112 | 113 | 114 | 115 | 116 | 117 | 118 | 119 | 120 |
| Positie: | 23 | 21 | 17 | 21 | 19 | 24 | 24 | 31 | 11 | 19 | 24 | 26 | 27 | 30 | 29 | 21 | 8 | 19 | 20 | 22 |
| Week: | 121 | 122 | 123 | 124 | 125 | 126 | 127 | 128 | 129 | 130 | 131 | 132 | 133 | 134 | 135 | 136 | 137 | 138 | 139 | 140 |
| Positie: | 23 | 27 | 29 | 25 | 22 | 19 | 24 | 19 | 19 | 18 | 18 | 21 | 28 | 26 | 26 | 28 | 34 | 41 | 40 | 45 |
| Week: | 141 | 142 | 143 | 144 | 145 | 146 | 147 | 148 | 149 | 150 | 151 | 152 | 153 | 154 | 155 | 156 | 157 | 158 | 159 | 160 |
| Positie: | 31 | 31 | 29 | 31 | 41 | 44 | 35 | 31 | 45 | 40 | 45 | 44 | 44 | 45 | 32 | 41 | 43 | 42 | 34 | 47 |
| Week: | 161 | 162 | 163 | 164 | 165 | 166 | 167 | 168 | 169 | 170 | 171 | 172 | 173 | 174 | 175 | 176 | 177 | 178 | 179 | 180 |
| Positie: | 43 | 39 | 54 | 57 | 77 | 82 | 77 | 69 | 81 | 96 | 81 | 53 | 27 | 35 | 55 | 53 | 62 | 54 | 62 | 57 |
| Week: | 181 | 182 | 183 | 184 | 185 | 186 | 187 | 188 | 189 | 190 | 191 | 192 | 193 | 194 | 195 | 196 | 197 | 198 | 199 | 200 |
| Positie: | 41 | 42 | 44 | 49 | 43 | 56 | 59 | 74 | 81 | 85 | 81 | 93 | 97 | 98 | 47 | 44 | 79 | 84 | 83 | 81 |
| Week: | 201 | 202 | 203 | 204 | 205 | 206 | 207 | 208 | 209 | 210 | 211 | 212 | 213 | 214 | 215 | 216 | 217 | | 218 | |
| Positie: | 63 | 67 | 67 | 81 | 67 | 28 | 45 | 51 | 56 | 66 | 75 | 61 | 74 | 78 | 96 | 95 | 97 | uit | 95 | uit |
| Week: | 219 | 220 | | 221 | 222 | 223 | 224 | 225 | | 226 | 227 | 228 | 229 | | 230 | | 231 | | 232 | |
| Positie: | 76 | 83 | uit | 99 | 95 | 98 | 87 | 100 | uit | 85 | 97 | 97 | 96 | uit | 99 | uit | 100 | uit | 92 | |

### VlaamseUltratop 200Albums
| Hitnotering (week 1 t/m 2): 16-08-2014 t/m 23-08-2014 Hitnotering (week 3): 20-09-2014 Hitnotering (week 4): 04-10-2014 Hitnotering (week 5 t/m 11): 18-10-2014 t/m 29-11-2014 Hitnotering (week 12 t/m 14): 13-12-2014 t/m 27-12-2014 Hitnotering (week 15): 31-01-2015 Hitnotering (week 16 t/m 25): 14-02-2015 t/m 18-04-2015 Hitnotering (week 26 t/m 28): 02-05-2015 t/m 16-05-2015 Hitnotering (week 29 t/m 45): 06-06-2015 t/m 26-09-2015 Hitnotering (week 46 t/m 48): 10-10-2015 t/m 24-10-2015 Hitnotering (week 49 t/m 50) 07-11-2015 t/m 14-11-2015 Hitnotering (week 51 t/m 55): 28-11-2015 t/m 26-12-2015 Hitnotering (week 56): 09-01-2016 Hitnotering (week 57): 23-01-2016 Hitnotering (week 58 t/m 61): 09-07-2016 t/m 30-07-2016 Hitnotering (week 62): 27-08-2016 Hitnotering (week 63): 10-09-2016 Hitnotering (week 64): 05-11-2016 Hitnotering (week 65): 04-03-2017 | Hitnotering (week 1 t/m 2): 16-08-2014 t/m 23-08-2014 Hitnotering (week 3): 20-09-2014 Hitnotering (week 4): 04-10-2014 Hitnotering (week 5 t/m 11): 18-10-2014 t/m 29-11-2014 Hitnotering (week 12 t/m 14): 13-12-2014 t/m 27-12-2014 Hitnotering (week 15): 31-01-2015 Hitnotering (week 16 t/m 25): 14-02-2015 t/m 18-04-2015 Hitnotering (week 26 t/m 28): 02-05-2015 t/m 16-05-2015 Hitnotering (week 29 t/m 45): 06-06-2015 t/m 26-09-2015 Hitnotering (week 46 t/m 48): 10-10-2015 t/m 24-10-2015 Hitnotering (week 49 t/m 50) 07-11-2015 t/m 14-11-2015 Hitnotering (week 51 t/m 55): 28-11-2015 t/m 26-12-2015 Hitnotering (week 56): 09-01-2016 Hitnotering (week 57): 23-01-2016 Hitnotering (week 58 t/m 61): 09-07-2016 t/m 30-07-2016 Hitnotering (week 62): 27-08-2016 Hitnotering (week 63): 10-09-2016 Hitnotering (week 64): 05-11-2016 Hitnotering (week 65): 04-03-2017 | Hitnotering (week 1 t/m 2): 16-08-2014 t/m 23-08-2014 Hitnotering (week 3): 20-09-2014 Hitnotering (week 4): 04-10-2014 Hitnotering (week 5 t/m 11): 18-10-2014 t/m 29-11-2014 Hitnotering (week 12 t/m 14): 13-12-2014 t/m 27-12-2014 Hitnotering (week 15): 31-01-2015 Hitnotering (week 16 t/m 25): 14-02-2015 t/m 18-04-2015 Hitnotering (week 26 t/m 28): 02-05-2015 t/m 16-05-2015 Hitnotering (week 29 t/m 45): 06-06-2015 t/m 26-09-2015 Hitnotering (week 46 t/m 48): 10-10-2015 t/m 24-10-2015 Hitnotering (week 49 t/m 50) 07-11-2015 t/m 14-11-2015 Hitnotering (week 51 t/m 55): 28-11-2015 t/m 26-12-2015 Hitnotering (week 56): 09-01-2016 Hitnotering (week 57): 23-01-2016 Hitnotering (week 58 t/m 61): 09-07-2016 t/m 30-07-2016 Hitnotering (week 62): 27-08-2016 Hitnotering (week 63): 10-09-2016 Hitnotering (week 64): 05-11-2016 Hitnotering (week 65): 04-03-2017 | Hitnotering (week 1 t/m 2): 16-08-2014 t/m 23-08-2014 Hitnotering (week 3): 20-09-2014 Hitnotering (week 4): 04-10-2014 Hitnotering (week 5 t/m 11): 18-10-2014 t/m 29-11-2014 Hitnotering (week 12 t/m 14): 13-12-2014 t/m 27-12-2014 Hitnotering (week 15): 31-01-2015 Hitnotering (week 16 t/m 25): 14-02-2015 t/m 18-04-2015 Hitnotering (week 26 t/m 28): 02-05-2015 t/m 16-05-2015 Hitnotering (week 29 t/m 45): 06-06-2015 t/m 26-09-2015 Hitnotering (week 46 t/m 48): 10-10-2015 t/m 24-10-2015 Hitnotering (week 49 t/m 50) 07-11-2015 t/m 14-11-2015 Hitnotering (week 51 t/m 55): 28-11-2015 t/m 26-12-2015 Hitnotering (week 56): 09-01-2016 Hitnotering (week 57): 23-01-2016 Hitnotering (week 58 t/m 61): 09-07-2016 t/m 30-07-2016 Hitnotering (week 62): 27-08-2016 Hitnotering (week 63): 10-09-2016 Hitnotering (week 64): 05-11-2016 Hitnotering (week 65): 04-03-2017 | Hitnotering (week 1 t/m 2): 16-08-2014 t/m 23-08-2014 Hitnotering (week 3): 20-09-2014 Hitnotering (week 4): 04-10-2014 Hitnotering (week 5 t/m 11): 18-10-2014 t/m 29-11-2014 Hitnotering (week 12 t/m 14): 13-12-2014 t/m 27-12-2014 Hitnotering (week 15): 31-01-2015 Hitnotering (week 16 t/m 25): 14-02-2015 t/m 18-04-2015 Hitnotering (week 26 t/m 28): 02-05-2015 t/m 16-05-2015 Hitnotering (week 29 t/m 45): 06-06-2015 t/m 26-09-2015 Hitnotering (week 46 t/m 48): 10-10-2015 t/m 24-10-2015 Hitnotering (week 49 t/m 50) 07-11-2015 t/m 14-11-2015 Hitnotering (week 51 t/m 55): 28-11-2015 t/m 26-12-2015 Hitnotering (week 56): 09-01-2016 Hitnotering (week 57): 23-01-2016 Hitnotering (week 58 t/m 61): 09-07-2016 t/m 30-07-2016 Hitnotering (week 62): 27-08-2016 Hitnotering (week 63): 10-09-2016 Hitnotering (week 64): 05-11-2016 Hitnotering (week 65): 04-03-2017 | Hitnotering (week 1 t/m 2): 16-08-2014 t/m 23-08-2014 Hitnotering (week 3): 20-09-2014 Hitnotering (week 4): 04-10-2014 Hitnotering (week 5 t/m 11): 18-10-2014 t/m 29-11-2014 Hitnotering (week 12 t/m 14): 13-12-2014 t/m 27-12-2014 Hitnotering (week 15): 31-01-2015 Hitnotering (week 16 t/m 25): 14-02-2015 t/m 18-04-2015 Hitnotering (week 26 t/m 28): 02-05-2015 t/m 16-05-2015 Hitnotering (week 29 t/m 45): 06-06-2015 t/m 26-09-2015 Hitnotering (week 46 t/m 48): 10-10-2015 t/m 24-10-2015 Hitnotering (week 49 t/m 50) 07-11-2015 t/m 14-11-2015 Hitnotering (week 51 t/m 55): 28-11-2015 t/m 26-12-2015 Hitnotering (week 56): 09-01-2016 Hitnotering (week 57): 23-01-2016 Hitnotering (week 58 t/m 61): 09-07-2016 t/m 30-07-2016 Hitnotering (week 62): 27-08-2016 Hitnotering (week 63): 10-09-2016 Hitnotering (week 64): 05-11-2016 Hitnotering (week 65): 04-03-2017 | Hitnotering (week 1 t/m 2): 16-08-2014 t/m 23-08-2014 Hitnotering (week 3): 20-09-2014 Hitnotering (week 4): 04-10-2014 Hitnotering (week 5 t/m 11): 18-10-2014 t/m 29-11-2014 Hitnotering (week 12 t/m 14): 13-12-2014 t/m 27-12-2014 Hitnotering (week 15): 31-01-2015 Hitnotering (week 16 t/m 25): 14-02-2015 t/m 18-04-2015 Hitnotering (week 26 t/m 28): 02-05-2015 t/m 16-05-2015 Hitnotering (week 29 t/m 45): 06-06-2015 t/m 26-09-2015 Hitnotering (week 46 t/m 48): 10-10-2015 t/m 24-10-2015 Hitnotering (week 49 t/m 50) 07-11-2015 t/m 14-11-2015 Hitnotering (week 51 t/m 55): 28-11-2015 t/m 26-12-2015 Hitnotering (week 56): 09-01-2016 Hitnotering (week 57): 23-01-2016 Hitnotering (week 58 t/m 61): 09-07-2016 t/m 30-07-2016 Hitnotering (week 62): 27-08-2016 Hitnotering (week 63): 10-09-2016 Hitnotering (week 64): 05-11-2016 Hitnotering (week 65): 04-03-2017 | Hitnotering (week 1 t/m 2): 16-08-2014 t/m 23-08-2014 Hitnotering (week 3): 20-09-2014 Hitnotering (week 4): 04-10-2014 Hitnotering (week 5 t/m 11): 18-10-2014 t/m 29-11-2014 Hitnotering (week 12 t/m 14): 13-12-2014 t/m 27-12-2014 Hitnotering (week 15): 31-01-2015 Hitnotering (week 16 t/m 25): 14-02-2015 t/m 18-04-2015 Hitnotering (week 26 t/m 28): 02-05-2015 t/m 16-05-2015 Hitnotering (week 29 t/m 45): 06-06-2015 t/m 26-09-2015 Hitnotering (week 46 t/m 48): 10-10-2015 t/m 24-10-2015 Hitnotering (week 49 t/m 50) 07-11-2015 t/m 14-11-2015 Hitnotering (week 51 t/m 55): 28-11-2015 t/m 26-12-2015 Hitnotering (week 56): 09-01-2016 Hitnotering (week 57): 23-01-2016 Hitnotering (week 58 t/m 61): 09-07-2016 t/m 30-07-2016 Hitnotering (week 62): 27-08-2016 Hitnotering (week 63): 10-09-2016 Hitnotering (week 64): 05-11-2016 Hitnotering (week 65): 04-03-2017 | Hitnotering (week 1 t/m 2): 16-08-2014 t/m 23-08-2014 Hitnotering (week 3): 20-09-2014 Hitnotering (week 4): 04-10-2014 Hitnotering (week 5 t/m 11): 18-10-2014 t/m 29-11-2014 Hitnotering (week 12 t/m 14): 13-12-2014 t/m 27-12-2014 Hitnotering (week 15): 31-01-2015 Hitnotering (week 16 t/m 25): 14-02-2015 t/m 18-04-2015 Hitnotering (week 26 t/m 28): 02-05-2015 t/m 16-05-2015 Hitnotering (week 29 t/m 45): 06-06-2015 t/m 26-09-2015 Hitnotering (week 46 t/m 48): 10-10-2015 t/m 24-10-2015 Hitnotering (week 49 t/m 50) 07-11-2015 t/m 14-11-2015 Hitnotering (week 51 t/m 55): 28-11-2015 t/m 26-12-2015 Hitnotering (week 56): 09-01-2016 Hitnotering (week 57): 23-01-2016 Hitnotering (week 58 t/m 61): 09-07-2016 t/m 30-07-2016 Hitnotering (week 62): 27-08-2016 Hitnotering (week 63): 10-09-2016 Hitnotering (week 64): 05-11-2016 Hitnotering (week 65): 04-03-2017 | Hitnotering (week 1 t/m 2): 16-08-2014 t/m 23-08-2014 Hitnotering (week 3): 20-09-2014 Hitnotering (week 4): 04-10-2014 Hitnotering (week 5 t/m 11): 18-10-2014 t/m 29-11-2014 Hitnotering (week 12 t/m 14): 13-12-2014 t/m 27-12-2014 Hitnotering (week 15): 31-01-2015 Hitnotering (week 16 t/m 25): 14-02-2015 t/m 18-04-2015 Hitnotering (week 26 t/m 28): 02-05-2015 t/m 16-05-2015 Hitnotering (week 29 t/m 45): 06-06-2015 t/m 26-09-2015 Hitnotering (week 46 t/m 48): 10-10-2015 t/m 24-10-2015 Hitnotering (week 49 t/m 50) 07-11-2015 t/m 14-11-2015 Hitnotering (week 51 t/m 55): 28-11-2015 t/m 26-12-2015 Hitnotering (week 56): 09-01-2016 Hitnotering (week 57): 23-01-2016 Hitnotering (week 58 t/m 61): 09-07-2016 t/m 30-07-2016 Hitnotering (week 62): 27-08-2016 Hitnotering (week 63): 10-09-2016 Hitnotering (week 64): 05-11-2016 Hitnotering (week 65): 04-03-2017 | Hitnotering (week 1 t/m 2): 16-08-2014 t/m 23-08-2014 Hitnotering (week 3): 20-09-2014 Hitnotering (week 4): 04-10-2014 Hitnotering (week 5 t/m 11): 18-10-2014 t/m 29-11-2014 Hitnotering (week 12 t/m 14): 13-12-2014 t/m 27-12-2014 Hitnotering (week 15): 31-01-2015 Hitnotering (week 16 t/m 25): 14-02-2015 t/m 18-04-2015 Hitnotering (week 26 t/m 28): 02-05-2015 t/m 16-05-2015 Hitnotering (week 29 t/m 45): 06-06-2015 t/m 26-09-2015 Hitnotering (week 46 t/m 48): 10-10-2015 t/m 24-10-2015 Hitnotering (week 49 t/m 50) 07-11-2015 t/m 14-11-2015 Hitnotering (week 51 t/m 55): 28-11-2015 t/m 26-12-2015 Hitnotering (week 56): 09-01-2016 Hitnotering (week 57): 23-01-2016 Hitnotering (week 58 t/m 61): 09-07-2016 t/m 30-07-2016 Hitnotering (week 62): 27-08-2016 Hitnotering (week 63): 10-09-2016 Hitnotering (week 64): 05-11-2016 Hitnotering (week 65): 04-03-2017 | Hitnotering (week 1 t/m 2): 16-08-2014 t/m 23-08-2014 Hitnotering (week 3): 20-09-2014 Hitnotering (week 4): 04-10-2014 Hitnotering (week 5 t/m 11): 18-10-2014 t/m 29-11-2014 Hitnotering (week 12 t/m 14): 13-12-2014 t/m 27-12-2014 Hitnotering (week 15): 31-01-2015 Hitnotering (week 16 t/m 25): 14-02-2015 t/m 18-04-2015 Hitnotering (week 26 t/m 28): 02-05-2015 t/m 16-05-2015 Hitnotering (week 29 t/m 45): 06-06-2015 t/m 26-09-2015 Hitnotering (week 46 t/m 48): 10-10-2015 t/m 24-10-2015 Hitnotering (week 49 t/m 50) 07-11-2015 t/m 14-11-2015 Hitnotering (week 51 t/m 55): 28-11-2015 t/m 26-12-2015 Hitnotering (week 56): 09-01-2016 Hitnotering (week 57): 23-01-2016 Hitnotering (week 58 t/m 61): 09-07-2016 t/m 30-07-2016 Hitnotering (week 62): 27-08-2016 Hitnotering (week 63): 10-09-2016 Hitnotering (week 64): 05-11-2016 Hitnotering (week 65): 04-03-2017 | Hitnotering (week 1 t/m 2): 16-08-2014 t/m 23-08-2014 Hitnotering (week 3): 20-09-2014 Hitnotering (week 4): 04-10-2014 Hitnotering (week 5 t/m 11): 18-10-2014 t/m 29-11-2014 Hitnotering (week 12 t/m 14): 13-12-2014 t/m 27-12-2014 Hitnotering (week 15): 31-01-2015 Hitnotering (week 16 t/m 25): 14-02-2015 t/m 18-04-2015 Hitnotering (week 26 t/m 28): 02-05-2015 t/m 16-05-2015 Hitnotering (week 29 t/m 45): 06-06-2015 t/m 26-09-2015 Hitnotering (week 46 t/m 48): 10-10-2015 t/m 24-10-2015 Hitnotering (week 49 t/m 50) 07-11-2015 t/m 14-11-2015 Hitnotering (week 51 t/m 55): 28-11-2015 t/m 26-12-2015 Hitnotering (week 56): 09-01-2016 Hitnotering (week 57): 23-01-2016 Hitnotering (week 58 t/m 61): 09-07-2016 t/m 30-07-2016 Hitnotering (week 62): 27-08-2016 Hitnotering (week 63): 10-09-2016 Hitnotering (week 64): 05-11-2016 Hitnotering (week 65): 04-03-2017 | Hitnotering (week 1 t/m 2): 16-08-2014 t/m 23-08-2014 Hitnotering (week 3): 20-09-2014 Hitnotering (week 4): 04-10-2014 Hitnotering (week 5 t/m 11): 18-10-2014 t/m 29-11-2014 Hitnotering (week 12 t/m 14): 13-12-2014 t/m 27-12-2014 Hitnotering (week 15): 31-01-2015 Hitnotering (week 16 t/m 25): 14-02-2015 t/m 18-04-2015 Hitnotering (week 26 t/m 28): 02-05-2015 t/m 16-05-2015 Hitnotering (week 29 t/m 45): 06-06-2015 t/m 26-09-2015 Hitnotering (week 46 t/m 48): 10-10-2015 t/m 24-10-2015 Hitnotering (week 49 t/m 50) 07-11-2015 t/m 14-11-2015 Hitnotering (week 51 t/m 55): 28-11-2015 t/m 26-12-2015 Hitnotering (week 56): 09-01-2016 Hitnotering (week 57): 23-01-2016 Hitnotering (week 58 t/m 61): 09-07-2016 t/m 30-07-2016 Hitnotering (week 62): 27-08-2016 Hitnotering (week 63): 10-09-2016 Hitnotering (week 64): 05-11-2016 Hitnotering (week 65): 04-03-2017 | Hitnotering (week 1 t/m 2): 16-08-2014 t/m 23-08-2014 Hitnotering (week 3): 20-09-2014 Hitnotering (week 4): 04-10-2014 Hitnotering (week 5 t/m 11): 18-10-2014 t/m 29-11-2014 Hitnotering (week 12 t/m 14): 13-12-2014 t/m 27-12-2014 Hitnotering (week 15): 31-01-2015 Hitnotering (week 16 t/m 25): 14-02-2015 t/m 18-04-2015 Hitnotering (week 26 t/m 28): 02-05-2015 t/m 16-05-2015 Hitnotering (week 29 t/m 45): 06-06-2015 t/m 26-09-2015 Hitnotering (week 46 t/m 48): 10-10-2015 t/m 24-10-2015 Hitnotering (week 49 t/m 50) 07-11-2015 t/m 14-11-2015 Hitnotering (week 51 t/m 55): 28-11-2015 t/m 26-12-2015 Hitnotering (week 56): 09-01-2016 Hitnotering (week 57): 23-01-2016 Hitnotering (week 58 t/m 61): 09-07-2016 t/m 30-07-2016 Hitnotering (week 62): 27-08-2016 Hitnotering (week 63): 10-09-2016 Hitnotering (week 64): 05-11-2016 Hitnotering (week 65): 04-03-2017 | Hitnotering (week 1 t/m 2): 16-08-2014 t/m 23-08-2014 Hitnotering (week 3): 20-09-2014 Hitnotering (week 4): 04-10-2014 Hitnotering (week 5 t/m 11): 18-10-2014 t/m 29-11-2014 Hitnotering (week 12 t/m 14): 13-12-2014 t/m 27-12-2014 Hitnotering (week 15): 31-01-2015 Hitnotering (week 16 t/m 25): 14-02-2015 t/m 18-04-2015 Hitnotering (week 26 t/m 28): 02-05-2015 t/m 16-05-2015 Hitnotering (week 29 t/m 45): 06-06-2015 t/m 26-09-2015 Hitnotering (week 46 t/m 48): 10-10-2015 t/m 24-10-2015 Hitnotering (week 49 t/m 50) 07-11-2015 t/m 14-11-2015 Hitnotering (week 51 t/m 55): 28-11-2015 t/m 26-12-2015 Hitnotering (week 56): 09-01-2016 Hitnotering (week 57): 23-01-2016 Hitnotering (week 58 t/m 61): 09-07-2016 t/m 30-07-2016 Hitnotering (week 62): 27-08-2016 Hitnotering (week 63): 10-09-2016 Hitnotering (week 64): 05-11-2016 Hitnotering (week 65): 04-03-2017 | Hitnotering (week 1 t/m 2): 16-08-2014 t/m 23-08-2014 Hitnotering (week 3): 20-09-2014 Hitnotering (week 4): 04-10-2014 Hitnotering (week 5 t/m 11): 18-10-2014 t/m 29-11-2014 Hitnotering (week 12 t/m 14): 13-12-2014 t/m 27-12-2014 Hitnotering (week 15): 31-01-2015 Hitnotering (week 16 t/m 25): 14-02-2015 t/m 18-04-2015 Hitnotering (week 26 t/m 28): 02-05-2015 t/m 16-05-2015 Hitnotering (week 29 t/m 45): 06-06-2015 t/m 26-09-2015 Hitnotering (week 46 t/m 48): 10-10-2015 t/m 24-10-2015 Hitnotering (week 49 t/m 50) 07-11-2015 t/m 14-11-2015 Hitnotering (week 51 t/m 55): 28-11-2015 t/m 26-12-2015 Hitnotering (week 56): 09-01-2016 Hitnotering (week 57): 23-01-2016 Hitnotering (week 58 t/m 61): 09-07-2016 t/m 30-07-2016 Hitnotering (week 62): 27-08-2016 Hitnotering (week 63): 10-09-2016 Hitnotering (week 64): 05-11-2016 Hitnotering (week 65): 04-03-2017 | Hitnotering (week 1 t/m 2): 16-08-2014 t/m 23-08-2014 Hitnotering (week 3): 20-09-2014 Hitnotering (week 4): 04-10-2014 Hitnotering (week 5 t/m 11): 18-10-2014 t/m 29-11-2014 Hitnotering (week 12 t/m 14): 13-12-2014 t/m 27-12-2014 Hitnotering (week 15): 31-01-2015 Hitnotering (week 16 t/m 25): 14-02-2015 t/m 18-04-2015 Hitnotering (week 26 t/m 28): 02-05-2015 t/m 16-05-2015 Hitnotering (week 29 t/m 45): 06-06-2015 t/m 26-09-2015 Hitnotering (week 46 t/m 48): 10-10-2015 t/m 24-10-2015 Hitnotering (week 49 t/m 50) 07-11-2015 t/m 14-11-2015 Hitnotering (week 51 t/m 55): 28-11-2015 t/m 26-12-2015 Hitnotering (week 56): 09-01-2016 Hitnotering (week 57): 23-01-2016 Hitnotering (week 58 t/m 61): 09-07-2016 t/m 30-07-2016 Hitnotering (week 62): 27-08-2016 Hitnotering (week 63): 10-09-2016 Hitnotering (week 64): 05-11-2016 Hitnotering (week 65): 04-03-2017 |
| Week: | 1 | 2 | | 3 | | 4 | | 5 | 6 | 7 | 8 | 9 | 10 | 11 | | 12 | 13 |
| --- | --- | --- | --- | --- | --- | --- | --- | --- | --- | --- | --- | --- | --- | --- | --- | --- | --- |
| Positie: | 123 | 184 | uit | 160 | uit | 185 | uit | 167 | 77 | 47 | 102 | 134 | 139 | 117 | uit | 190 | 145 |
| Week: | 14 | | 15 | | 16 | 17 | 18 | 19 | 20 | 21 | 22 | 23 | 24 | 25 | | 26 | 27 |
| Positie: | 196 | uit | 151 | uit | 109 | 146 | 76 | 91 | 89 | 114 | 103 | 112 | 172 | 111 | uit | 181 | 200 |
| Week: | 28 | | 29 | 30 | 31 | 32 | 33 | 34 | 35 | 36 | 37 | 38 | 39 | 40 | 41 | 42 | 43 |
| Positie: | 140 | uit | 162 | 127 | 97 | 98 | 135 | 111 | 56 | 30 | 36 | 72 | 30 | 42 | 83 | 85 | 111 |
| Week: | 44 | 45 | | 46 | 47 | 48 | | 49 | 50 | | 51 | 52 | 53 | 54 | 55 | | 56 |
| Positie: | 88 | 119 | uit | 146 | 122 | 156 | uit | 125 | 163 | uit | 166 | 155 | 157 | 123 | 168 | uit | 155 |
| Week: | | 57 | | 58 | 59 | 60 | 61 | | 62 | | 63 | | 64 | | 65 | | |
| Positie: | uit | 153 | uit | 103 | 175 | 138 | 200 | uit | 191 | uit | 185 | uit | 135 | uit | 107 | uit | |

Eloi Youssef · Casper Starreveld · Niles Vandenberg · Jan Haker